# Mường Chà (thị trấn)
Mường Chà là thị trấn huyện lỵ của huyện Mường Chà, tỉnh Điện Biên, Việt Nam.

## Địa lý
Thị trấn Mường Chà có vị trí địa lý:
- Phía đông và phía nam giáp xã Na Sang
- Phía tây giáp xã Ma Thì Hồ
- Phía bắc giáp xã Sa Lông.

Thị trấn Mường Chà có diện tích 22,16 km², dân số năm 2022 là 4.451 người,  mật độ dân số đạt 200 người/km². 
Quốc lộ 12 và tỉnh lộ 131 chạy qua địa bàn thị trấn. Suối Nậm Mương chảy từ phía bắc xuống nam của thị trấn.

## Hành chính
Thị trấn Mường Chà được chia thành 11 tổ dân phố số: 1, 2, 3, 4, 5, 6, 7, 8, 9, 10, 11.

## Lịch sử
Thị trấn Mường Chà được thành lập vào năm 1997, ban đầu có tên là thị trấn Mường Lay, là huyện lỵ huyện Mường Lay thuộc tỉnh Lai Châu cũ. Trước đó, huyện lỵ huyện Mường Lay nằm cách thị xã Lai Châu cũ 8 km về phía nam (nay thuộc xã Lay Nưa, thị xã Mường Lay).
Ngày 28 tháng 4 năm 1997, Chính phủ ban hành Nghị định số 40-CP. Theo đó:
- Giải thể thị trấn Mường Lay thuộc huyện Mường Lay, sáp nhập 879 người và toàn bộ 827,5 ha diện tích tự nhiên của thị trấn Mường Lay vào xã Lay Nưa
- Thành lập thị trấn Mường Lay, thị trấn huyện lỵ mới của huyện Mường Lay trên cơ sở toàn bộ 1.026 ha diện tích tự nhiên và 584 người của bản Na Pheo, xã Mường Mươn và 1.433 người còn lại của thị trấn Mường Lay cũ.

Ngày 2 tháng 3 năm 2005, Chính phủ ban hành Nghị định số 25/2005/NĐ-CP. Theo đó, đổi tên huyện Mường Lay thành huyện Mường Chà và đổi tên thị trấn Mường Lay thành thị trấn Mường Chà.
Ngày 6 tháng 12 năm 2019, HĐND tỉnh Điện Biên ban hành Nghị quyết số 148/NQ-HĐND về việc:
- Sáp nhập TDP 7 vào TDP 6.
- Sáp nhập TDP 8 và TDP 9 thành TDP 7.
- Sáp nhập TDP 10 và TDP 11 thành TDP 8.
- Đổi tên TDP 12 thành TDP 9.
- Đổi tên TDP 13 thành TDP 10.
- Đổi tên TDP 14 thành TDP 11.